# César E. Chávez National Monument
Le César E. Chávez National Monument est un monument national américain désigné comme tel par le président des États-Unis Barack Obama le 8 octobre 2012. Il protège dans un périmètre de 47 hectares l'ancien domicile du syndicaliste César Chávez à Keene, dans le comté de Kern, en Californie.